# جزيرة منجانغان
جزيرة منجانغان وهي جزيرة من جزر إندونيسيا، وتقع في بحر بالي ضمن إقليم بالي.